# Donald Snelgrove
Donald George Snelgrove (* 21. April 1925 ; † 19. Mai 2016) war ein britischer anglikanischer Theologe. Er war von 1981 bis 1994 Bischof von Hull in der Church of England.
Snelgrove stammte aus Barton-upon-Humber im Distrikt North Lincolnshire in Nordengland. Er besuchte das Queens’ College in Cambridge. Im Zweiten Weltkrieg diente er bei der Royal Naval Volunteer Reserve (RNVR). Zur Vorbereitung auf sein Priesteramt studierte er am Ridley Hall College, einem theologischen College der Church of England, in Cambridge. 1950 wurde er zum Diakon geweiht; 1951 folgte seine Priesterweihe.
Seine Priesterlaufbahn begann er als Vikar (Curate) an der St Thomas Church im Stadtteil Oakwood im Norden Londons und an der St Anselm Church im Stadtteil Hatch End im Nordwesten von London. Anschließend hatte er Stellen als Pfarrer (Vicar) an der St John the Baptist’s Church in Dronfield in der Grafschaft Derbyshire und ab 1963 in Hessle in Yorkshire inne. Von 1970 bis 1979 war er Pfarrer (Rector) in Cherry Burton in East Riding of Yorkshire. Er war Landdekan (Rural Dean) von Kingston-upon-Hull sowie Kanoniker (Canon) und  Präbendar (Prebendary) am York Minster. Von 1970 bis 1981 war er Archidiakon (Archdeacon; Vorsteher eines Kirchensprengels) von East Riding. Er wirkte außerdem als Militärkaplan (Army Chaplain).
1981 wurde er, als Nachfolger von Geoffrey Paul, zum Suffraganbischof in der Church of England ernannt. Von 1981 bis 1994 war er Bischof von Hull in der Diözese York. Sein Nachfolger wurde 1994 James Stuart Jones, der spätere Bischof von Liverpool. In seinem Ruhestand wirkte Snelgrove ab 1995 als Ehrenamtlicher Hilfsbischof (Honorary Assistant Bishop) in der Diözese von Lincoln (Honorary Assistant Bishop of Lincoln).
Snelgrove war verheiratet. Aus der Ehe mit seiner Frau Sylvia gingen zwei Kinder hervor, ein Sohn und eine Tochter. Snelgrove, zuletzt demenzkrank, starb im Alter von 91 Jahren im Ashleigh Court Care Home. Der Trauergottesdienst für Snelgrove fand am 6. Juni 2016 in der St. Mary’s Church in Barton-upon-Humber statt.